# Лучу (Яломіца)
Лучу (рум. Luciu) — село у повіті Яломіца в Румунії. Входить до складу комуни Гура-Яломіцей.
Село розташоване на відстані 133 км на схід від Бухареста, 34 км на північний схід від Слобозії, 95 км на північний захід від Констанци, 79 км на південь від Галаца.

## Населення
За даними перепису населення 2002 року у селі проживали 1507 осіб, з них 1506 осіб (99,9%) румунів. Рідною мовою 1506 осіб (99,9%) назвали румунську.